# (4508) Takatsuki
(4508) Takatsuki est un astéroïde de la ceinture principale.

## Description
(4508) Takatsuki est un astéroïde de la ceinture principale. Il fut découvert le 27 mars 1990 à Kitami par Kin Endate et Kazuro Watanabe. Il présente une orbite caractérisée par un demi-grand axe de 2,20 UA, une excentricité de 0,08 et une inclinaison de 2,0° par rapport à l'écliptique.

## Compléments